# Rafael Falcó i Güell
Rafael Falcó Güell (Monistrol de Montserrat, 11 de junio de 1928) es un pintor español. Seguidor del postimpresionismo, los elementos personaje de su pintura son la luz y el agua. Los temas destacados en sus obras son: la Costa Brava, Venecia y los nenúfares.

## Biografía
Falcó Güell nace en la pequeña localidad catalana de Monistrol de Montserrat. Recibió los primeros estudios de dibujo de la mano de R. Artin y Pere Comas.
1940: Huérfano de padre y madre, es acogido por sus tíos paternos que le procuran un oficio que alterna con estudios en la Escuela Industrial de Barcelona. Con unas acuarelas que le había comprado su padre pinta, sin ninguna técnica, los paisajes de su pueblo natal.
1950: Realiza el servicio militar en Barcelona, en la Maestranza de Artillería. Durante su estancia copia para unos oficial del cuartel unos cuadros, de dimensiones considerables, que se encuentran en las dependencias del bloque de oficinas. Estos cuadros estaban firmados por unos artilleros ya licenciados que se llamaban Vilaflana, Muxalt y Abello. Becado en Madrid, asiste con regularidad en el Museo Sorolla donde se interesa por la luz y el color de este maestro.
1958: Viaja por España, el norte de África, Marruecos y Túnez. Durante el recorrido en saca dibujos a la aguada. Su luminosidad y los intensos colores de su ambiente influirán decisivamente en su pintura, factor que más tarde se le atribuirá a la Escuela Levantina.
1960: Ya en Barcelona, recibe estudios de pintura impresionista del profesor de la Escuela Massan Rafael Benet.
En 1960 realiza la primera exposición colectiva en las Galerías Mundi Art (Barcelona), oportunidad que repetirá los dos próximos años. Hasta 1970 vende pintura en la Galería Augusta, sin conseguir exponer.
Es finalmente el 9 de marzo de 1973 cuando realiza la primera exposición individual en la Sala Jaimes de Barcelona, con sus temas preferidos: niños en la playa y marinas de la Costa Brava. Posteriormente se instala en París donde pinta cuadros para una exposición dedicada a esta Capital. También vuelve a exponer en Barcelona (Sala Jaimes) en los años consecutivos.
En 1974 viaja a Granada donde pinta los jardines de la Alhambra. En 1975 se interesa por su pintura el marchante norteamericano Herbert Arnot, que durante unos años le compró su obra. Es en esta época que, por encargo especial del Presidente de la Diputación de Barcelona, pinta un Sant Jordi por el fondo de arte de esta institución. También para el mismo fondo de arte se le adquieren cuatro obras con temas mallorquines. En 1980 vuelve a Granada para terminar las obras empezadas, con temas de los jardines de la Alhambra y el Generalife.
En 1983 participa en "Jornadas del arte en Cataluña a debate" (Girona, Noviembre 1983). Obra gráfica, nuevas técnicas: grabado, pasteles. Expone en Blanes donde tiene un estudio. Alterna su tiempo con la enseñanza a la académica Colmena de Arte de Blanes.
En 1987, interesado por los colores y los reflejos sobre el agua, viaja a Venecia. De esta manera prepara la que sería la más importante y exitosa exposición, con más de 70 obras de temas venecianos, durante los  Juegos Olímpicos de 1992 en Barcelona. Dado el éxito, continúa los temas venecianos con nueve viajes a esta ciudad.
En la actualidad, expone los veranos en el pueblo de Monells (Bajo Ampurdán).
Hoy día, más de 1.500 cuadros conforman su obra!

## Exposiciones

### Colectivas
- 1958,1959. La casa del llibre.
- 1960,1961,1963,1966. Mundi Art.
- 1968,1969. Augusta.
- 1979,1981. La Pedrera.
- 1983. Art Expo. West.

### Individuales
- 1970,1971,1972,1973,1974,1975,1976,1977. Jaimes.
- 1975. Jaime, III Palma.
- 1978. Meifrén.
- 1978. Atenhen.
- 1985,1986,1987,1988,1989,1990. Casa del Poble, Blanes.
- 1986. Sabadell.